# Tako
Tako (jap. 多古町 Tako-machi) – miasto w Japonii, na wyspie Honsiu, w prefekturze Chiba. Według danych na rok 2020 miejscowość zamieszkiwało 13 735 mieszkańców , a gęstość zaludnienia wyniosła 188,7 os./km².